# Far Lands or Bust
『Far Lands or Bust』（ファーランド・オア・バスト、略称: FLoB）は、ビデオゲーム『Minecraft』の実況動画シリーズであり、Kurt J. Macが制作した。地形生成が正しく機能せず、異常な形状の地形が生成される遠隔地「ファーランド」への旅が描かれている。2011年3月から続いており、2024年時点で、2025年には目的地に到達すると予想されている。また、「『Minecraft』における最も長い旅」としてギネス世界記録にも登録されている。
各エピソードは通常、一種のポッドキャストとして機能し、プレイ画面を背景として、自身の生活やニュース、科学に関する最近の出来事について語っている。番組では募金目標を達成するために、視聴者に対して慈善団体に寄付することを奨励している。この慈善団体はもともとChild's Playであり、募金総額は40万ドル以上であった。2018年から2019年までの慈善団体はDirect Reliefであった。2020年からの慈善団体はProgressive Animal Welfare Society（PAWS）であり、2017年には自身の犬であるJuno（ジュノ）をその慈善団体から引き取った。2020年8月30日には、主に寄付システムの複雑さのため、PAWSを慈善団体として使用することを止め、代わりに慈善団体をイコール・ジャスティス・イニシアティブに切り替えることを発表した。

## 形態

### ファーランド
『Minecraft』は、手続き型生成された3Dの世界にプレイヤーが存在するサンドボックスビデオゲームである。プレイヤーがどの方向に進んだとしても、ゲームシステムはプレイヤーの前方に地形を生成し続け、（理論上は）プレイヤーが探索可能な事実上無限の世界を作り出す。一方で、初期バージョンでは計算上の制限により、世界の中心から約12,550,821ブロック離れた距離で地形生成アルゴリズムが予期せぬ動作を起こし、異常な地形を作り出す。『Minecraft』の原作者であるマルクス・ペルソン（Notch）は、「そこまで歩くと非常に長い時間がかかる。さらに、バグはファーランドに謎とカリスマ性をもたらす」とコメントしている。「ファーランド」という名前は、この領域を指すためにコミュニティに採用された。またペルソンは、「ファーランドに到達することは不可能」だと述べ、Kurtはそれを挑戦とみなした。
ゲームコードの変更により、最近のバージョンでは同様のエラーは発生せず、世界の中心から30,000 kmまでの距離でも地形は正常に生成され続けている。そのため、ファーランドが存在するバージョンとしては最新のベータ版1.7.3でシリーズを続けている。ペルソンは2014年に、ファーランドまで歩くには約800時間かかると見積もった。さらに外側（3,200万ブロック）では、ゲームシステムが衝突判定に失敗し、プレイヤーはマップから転落して死亡することになる。
2023年10月時点で、ファーランドへの正当な旅は30回以上確認されている。約1/3が完了し（一部はディメンションの一種「ネザー」を通過して距離を1/8に短縮）、1/3が進行中、1/3が活動を停止している（1人の死亡者、TinfoilChefを含む）。例として、2022年8月には、Mystical Midgetが2,500時間の移動を経てこの目標を達成した。

### F3モニュメント
ゲームでは、F3キーを押すとデバッグ画面が開き、プレイヤーの現在の座標とバイオームが表示される。Kurtによるファーランドへの旅では、各シーズンの慈善寄付目標が達成されてシーズンが終了した際にのみF3キーを押す。さらに、その出来事を記念するモニュメントを立てる。
例外としては、浮動小数点エラーが2テクスチャピクセルから4に増加した地点を通過した際であった。2020年8月8日、配信（エピソード793.5としてリストされている）中に浮動小数点エラージッターの増加を目撃した。Kurtは次のエピソード794でF3を押して、4,194,304ブロックのマイルストーンに到達したことを確認した。また、その地点を記念するモニュメントを立てた。次にこれが発生したのは2024年4月16日、同年のFLoB-a-thon中であり、合計8,388,608ブロックの進捗後にジッターが再び増加した。
| シーズン | プレス | 日付           | 距離      | 進捗度（%） | シーズン内での距離 | エピソード                | 寄付目標 | 寄付総額    | 備考                                                                                  |
| -------- | ------ | -------------- | --------- | ----------- | ------------------ | ------------------------- | -------- | ----------- | ------------------------------------------------------------------------------------- |
| 1        | -      | 2011年5月27日  | 不明      | 不明        | 不明               | 30                        | -        | -           | 第1シーズンの終わりにF3は公開されなかった。                                           |
| 2        | 1      | 2011年11月17日 | 292,202   | 2.33%       | 292,202            | 96                        | $8,200   | $11,724.00  | 寄付目標額は当初820ドルだったが、1週間以内に達成されたため、8,200ドルに増額された。   |
| 3        | 2      | 2012年9月1日   | 699,492   | 5.57%       | 407,290            | 178                       | $29,220  | $70,838.39  |                                                                                       |
| 4        | 3      | 2014年3月6日   | 1,479,940 | 11.79%      | 780,448            | 334                       | $100,000 | $186,649.13 |                                                                                       |
| 5        | 4      | 2015年3月28日  | 2,266,779 | 18.06%      | 786,839            | 490                       | $50,000  | $66,061.70  | シーズン中、ジッターマイルストーンを距離2,097,152（=221）で通過した。                 |
| 6        | 5      | 2017年1月22日  | 3,116,936 | 24.83%      | 850,157            | 640                       | $60,000  | $71,431.83  |                                                                                       |
| 7        | 6      | 2019年8月31日  | 3,857,848 | 30.74%      | 740,912            | 755                       | $50,000  | 不明        |                                                                                       |
| 8        | 7      | 2020年8月11日  | 4,194,303 | 33.42%      | 316,455            | 794                       | -        | -           | シーズン終了ではない。距離4,194,304（=222）のジッターマイルストーンの通過を確認した。 |
| 8        | 8      | 2021年3月6日   | 4,856,980 | 38.70%      | 999,132            | 815                       | $8,200   | $18,093.04  |                                                                                       |
| 9        | 9      | 2022年4月1日   | 5,765,878 | 45.94%      | 908,898            | 828                       | $4,200   | $4,680.00   |                                                                                       |
| 10       | 10     | 2023年5月30日  | 7,396,358 | 58.93%      | 1,630,480          | 847                       | 不明     | 不明        |                                                                                       |
| 11       | 11     | 2024年4月16日  | 8,388,608 | 66.84%      | 992,250            | FLoB-a-thon 2024 - Day 15 | -        | -           | シーズン終了ではない。距離8,388,608（=223）のジッターマイルストーンの通過を確認した。 |
| 11       | 12     | 2024年7月25日  | 9,864,725 | 78.60%      | 1,476,117          | FLoB-a-thon 2024 - Day 79 | $7396.35 | $8134.00    |                                                                                       |

### 完走
シーズン11では達成率が58.93%から78.60%に上昇し、シーズン12ではさらに20%上昇する可能性があることが示唆されている。したがって、FLoB-a-thon 2025の終了時には、約99%に到達していることになる。プロのMinecraftビルダーであるMegaMinerDLが2024年7月に出した推定では、実際には80日でファーランドに到達可能だと計算されている。